# Uprising
Uprising – szósty album studyjny szwedzkiego zespołu deathmetalowego Entombed, wydany w 1999 roku przez wytwórnię Music For Nations.
Piosenki "Superior", "The Only Ones" i "Words" zostały nagrane w czerwcu 2000 roku i wydane jako utwory dodatkowe w amerykańskiej edycji albumu. Według danych z kwietnia 2002 album sprzedał się w nakładzie 3,354 egzemplarzy na terenie Stanów Zjednoczonych.

## Lista utworów
1. „Seeing Red” – 3:29
2. „Say It in Slugs” – 4:46
3. „Won't Back Down” – 3:12
4. „Insanitys Contagious” – 2:51
5. „Something out of Nothing” – 3:13
6. „Scottish Hell” – 3:08
7. „Time Out” – 4:00
8. „The Itch” – 4:22
9. „Year in Year Out” – 2:39
10. „Returning to Madness” – 3:15
11. „Come Clean” – 2:52
12. „In the Flesh” – 6:04
13. „Superior”
14. „The Only Ones”
15. „Words”